# Mòrula

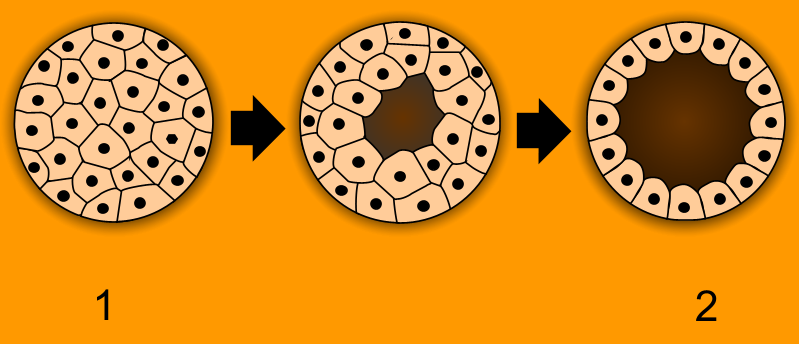
Blastulació, 1 - mòrula, 2 - blàstula

Una mòrula (del llatí morus móra per la seva forma) és un embrió en els primers estats del principi del seu desenvolupament embrionari. En aquest estadi hi ha una sèrie de mitosis del zigot. Consisteix en unes cèl·lules (anomenades blastòmers) que formen una mena de bola sòlida de 8, 16, 32 i fins a 64 cèl·lules. Després de la fase de 64 blastòmers comença a evolucionar cap a una esfera buida que és la blàstula. Pel que fa als humans aquest procés de desenvolupament de l'embrió es dona a les 70 hores de la fecundació de l'òvul en aquest moment la mida de la mòrula és de 150 µm. En l'estadi de mòrula, les cèl·lules embrionàries són totipotents, és a dir que cadascuna de les cèl·lules podrà originar qualsevol cèl·lula especialitzada (pell, os, múscul cervell...). Si es divideix la mòrula (o el blastocist) en dos s'obtindran dos embrions que tindran els mateixos gens (bessons autèntics o bessons monozigots).
En els mamífers la mòrula es desplaça cap a l'úter cap als 3 -4 dies després de la fertilització i 4 dies després de la fertilització la mòrula passa a ser un blastocist.

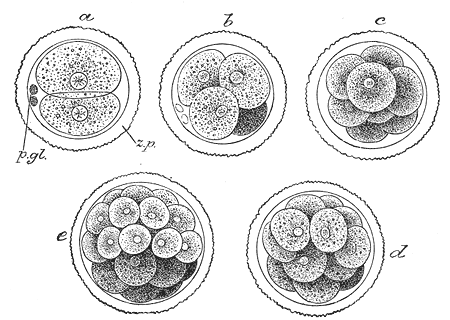
Primers estadis de segmentació en un òvul de mamífer: e és l'estadi de mòrula
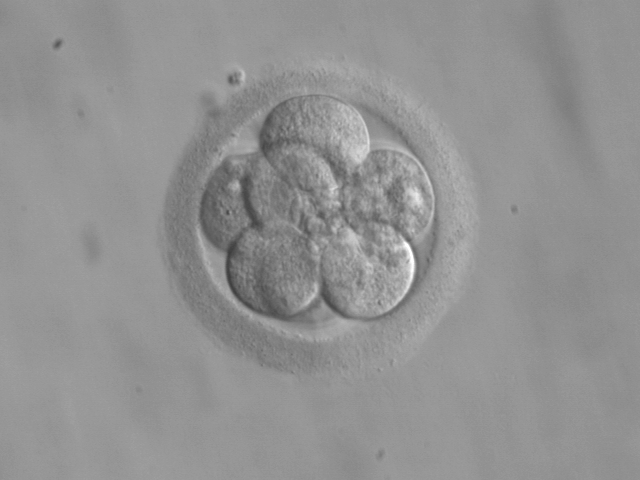
estadi cel·lular 8, anterior a la formació de la mòrula